# Палац де Сау Лоренсу
Палац де Сау Лоуренсу (порт. Palácio de São Lourenço) - це палац і фортеця, розташований в парафії Се, в історичному центрі Фуншалу, в автономному регіоні Мадейра, і нині[коли?] є офіційною резиденцією представника республіки в цьому архіпелазі. 
Це монументальний ансамбль з подвійною функцією фортифікації та палацу вважається найкращим і найпомітнішим зразком цивільної та військової архітектури на острові Мадейра. До його складу входить фортеця Сау Лоуренсу, яку почали будувати у першій половині 16 століття і закінчилася за часів Філіппінської династії, і сам палац та внутрішні сади .

## Історія

### Передумови
Після розграбування Фуншалу в 1566 році новий керівник на Мадейрі Матеуш Фернандеш (III) розпочав розширення старого бастіону. План Фуншала зображує фортецю, всередині якої розташовувались будинки капітана Фуншалу, захищені прямокутною стіною, на південний схід від якої стояла башта Мануеліна, і на північний захід, ще одна башта. 
У 1572 р. оборонний проєкт був модифікований, збільшений до трьох бастіонів. Були знесені будинки, які заважали йому. 

### Філіппінська династія
За часів Філіппінської династії (1580-1640 рр.) адміністрацією архіпелагу Мадейра почали займатися генерал-губернатори, першим з яких був суддя Жоао Лейтао.   
Військовий дизайн фортеці був пом'якшений будівництвом на острові палацу військового губернатора, будівлі з широким фасадом.   

### 18 століття
У 1836 р. фортецю-палац розділили на дві частини. На західному боці знаходиться палац, офіційна резиденція цивільного губернатора, до складу якої входили великі зали, канцелярії, приватна територія, сади та насипи на південному сході, північному сході та півночі. На східній стороні знаходилася військова зона, яку сьогодні займає Мадейрське військове командування. У цьому районі також знаходиться музей, присвячений різним аспектам військової історії Мадейри. Експонати музею містять колекцію озброєння з 17 століття до сьогодні.

## Визнання
Фортеця і палац Сау Луренсу були занесено як національну пам’ятку в 1943 році, а в 1976 році, коли була створена автономна система управління Мадейри, вона стала офіційною резиденцією міністра республіки. 2006 року він був перейменований в Офіційну резиденцію представника республіки в автономному регіоні Мадейра.

## Гелерея

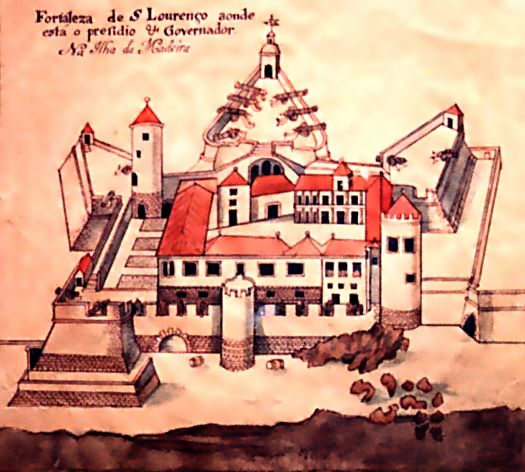
Фортеця Сау Лоуренсу (Бартоломеу Жоау, середина 17 століття)
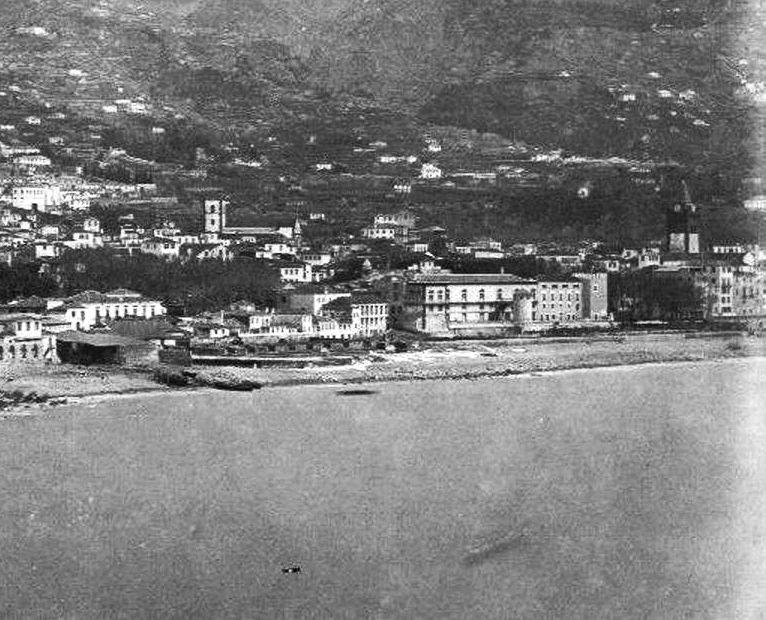
Фото палацу бл. 1870 рр.
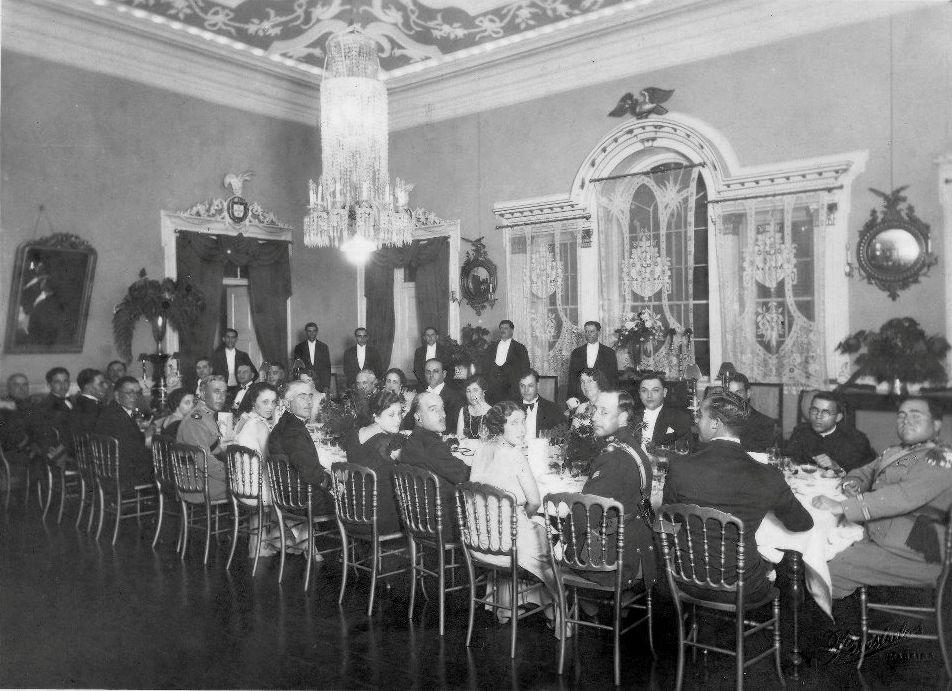
Бенкет у палаці бл. 1930 рр.
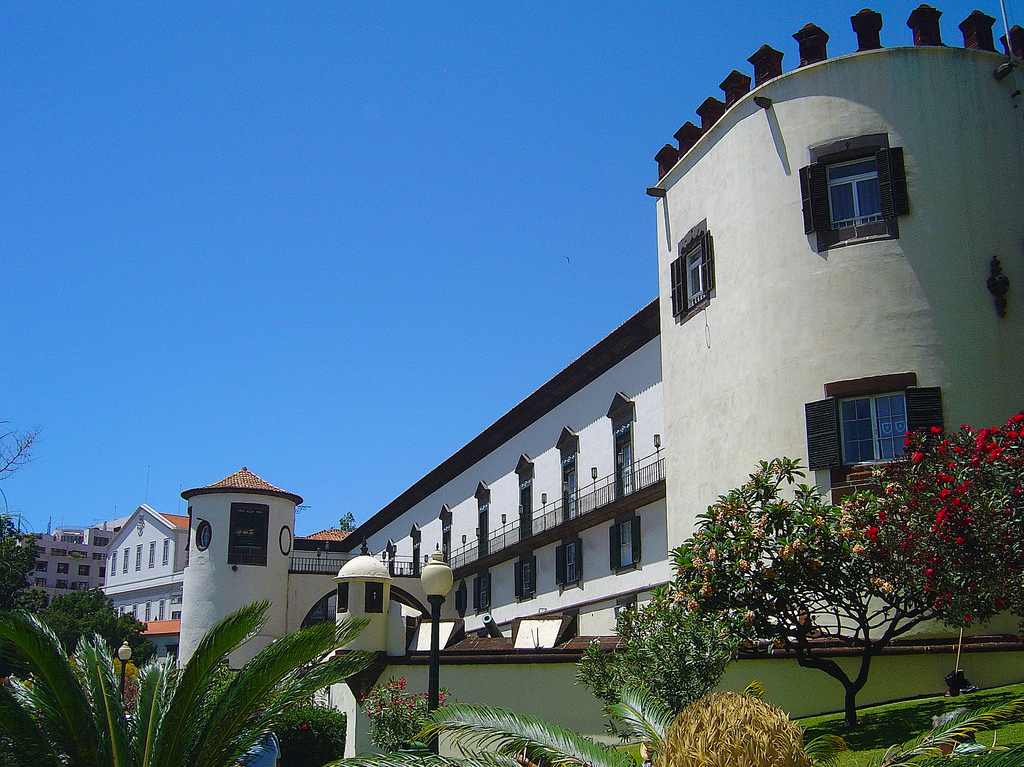
Палац Сау Луренсу, Фуншал. Праворуч видно башточку в стилі манулін, прикрашену зубцями
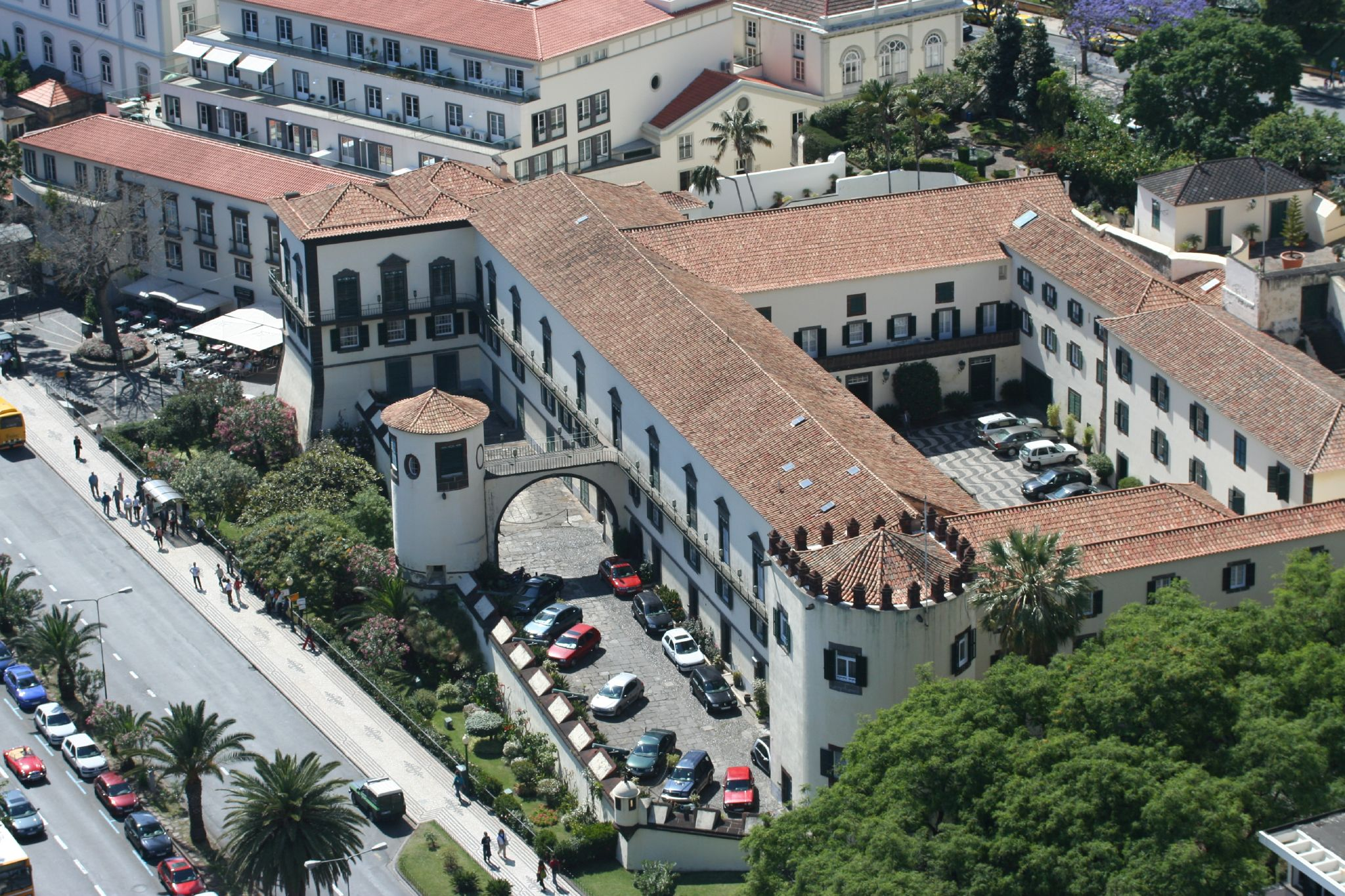
Фортеця-палац Сау Луренсу, Фуншал
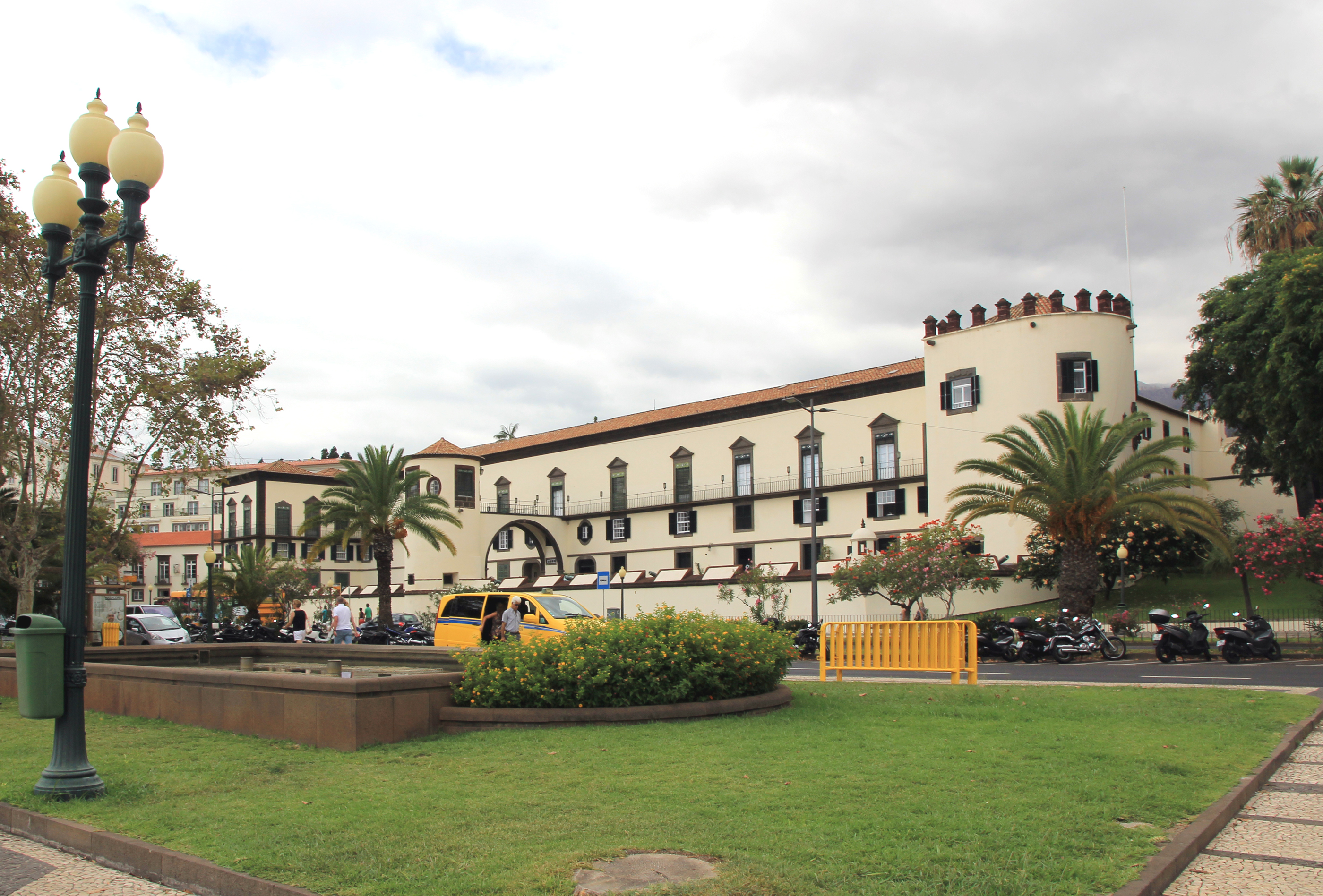
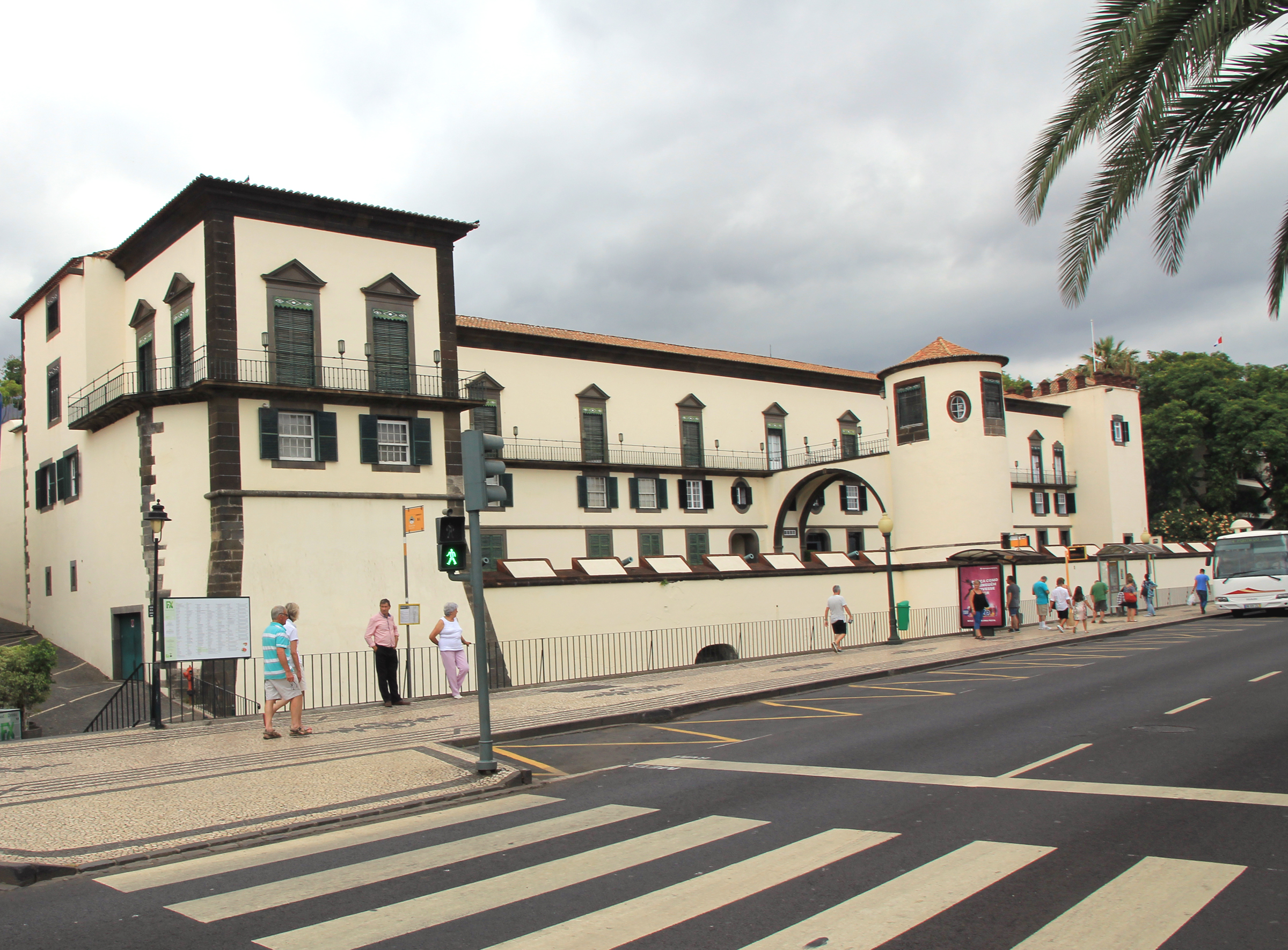
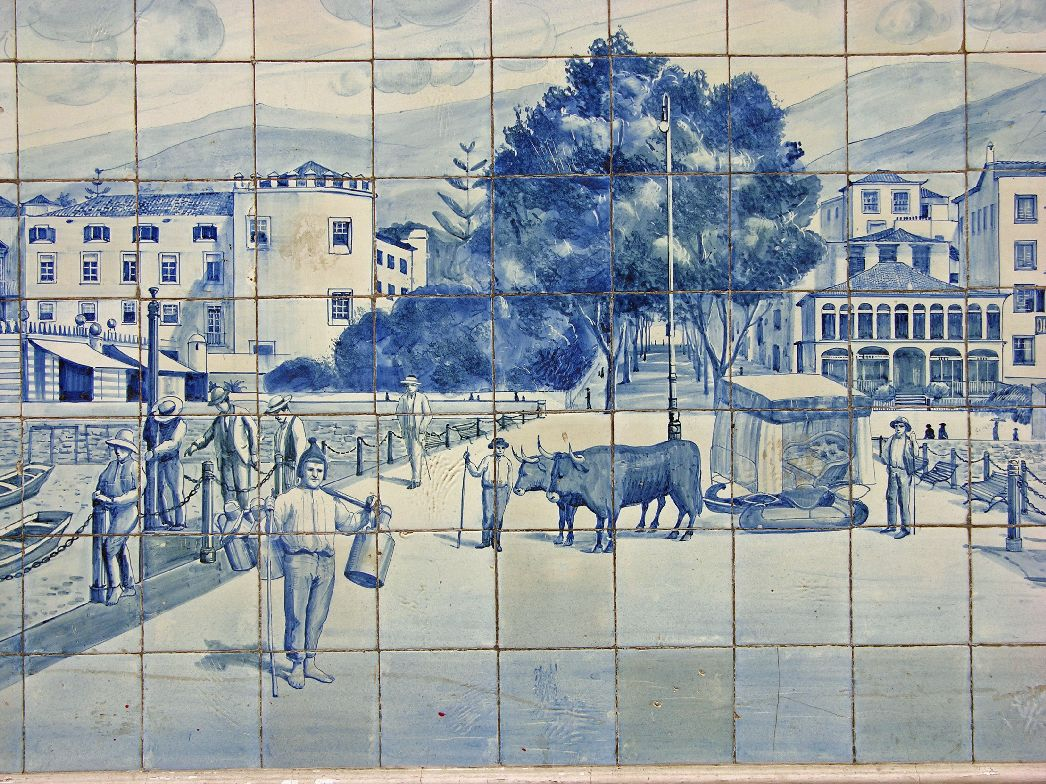
Азулєжу з палацом